# 馬諾萊亞薩鄉
47°59′N 27°04′E / 47.983°N 27.067°E
馬諾萊亞薩鄉（羅馬尼亞語：Comuna Manoleasa, Botoșani），是羅馬尼亞的鄉份，位於該國東北部，由博托沙尼縣負責管轄，面積94平方公里，海拔高度120米，2007年人口3,669，人口密度每平方公里39人。